# كايل بيكرمان
كايل روبرت بيكرمان (بالإنجليزية: Kyle Robert Beckerman)‏ هو لاعب كرة قدم أمريكي في مركز الوسط ولد في يوم 23 أبريل 1982 في كروفتون في ميريلاند في الولايات المتحدة، يلعب حالياً مع ريال سالت ليك وسبق له اللعب مع نادي كولورادو رابيدز وميامي فيوشن، كما لعب مع منتخب الولايات المتحدة لكرة القدم في بطولة كأس العالم لكرة القدم 2014 التي أقيمت في البرازيل، يبلغ طول اللاعب 178 سم.

## روابط خارجية
- كايل بيكرمان على موقع الاتحاد الدولي (مؤرشف)  (الإنجليزية)
- كايل بيكرمان على موقع الدوري الأمريكي (الإنجليزية)
- كايل بيكرمان على موقع قاعدة بيانات كرة القدم.إي يو (الإنجليزية)
- كايل بيكرمان على موقع ناشيونال فوتبول تيمز (الإنجليزية)
- كايل بيكرمان على موقع Soccerbase.com (لاعب) (الإنجليزية)
- كايل بيكرمان على موقع Soccerway.com (الإنجليزية)
- كايل بيكرمان على موقع عالم كرة القدم.نت (الإنجليزية)
- كايل بيكرمان على موقع AS.com (الإسبانية)